# Charles Vane
Charles Vane (1680 - 29 de março de 1721) foi um pirata inglês que atuou nas Bahamas durante o fim da Era de Ouro da Pirataria. 
Vane provavelmente nasceu no Reino da Inglaterra por volta de 1680. Um de seus primeiros ataque como pirata foi sob a liderança de Henry Jennings, durante o ataque dele ao campo de salvamento da Frota do Tesouro Espanhola de 1715 naufragada na costa da Flórida. Em 1717, Vane comandava seus próprios navios e era um dos líderes da Republica pirata em Nassau. Em 1718, Vane foi capturado, mas concordou em interromper suas ações criminosas e aceitou o perdão do rei; no entanto, apenas alguns meses depois, ele e seus homens, incluindo Edward England e Jack Rackham, voltaram à pirataria. Ao contrário de alguns outros capitães piratas notáveis da época, como Benjamin Hornigold e Samuel Bellamy, Vane era conhecido por sua crueldade, muitas vezes espancando, torturando e matando marinheiros dos navios que capturou. Em fevereiro de 1719, Vane foi pego por uma tempestade nas ilhas da baía e foi abandonado em uma ilha desconhecida. Ao ser descoberto por um navio britânico que passava, ele foi preso e levado para Port Royal, onde foi julgado e enforcado em março de 1721.